# Gert & Uwe Tobias
Die Zwillingsbrüder Gert & Uwe Tobias (* 1973 in Brașov (deutsch: Kronstadt), Rumänien) sind deutsche zeitgenössische Künstler.

## Leben
Die Brüder Tobias studierten in den Jahren 1998 bis 2002 an der Hochschule für Bildende Künste Braunschweig. Bereits während der Studienzeit zeigten sie ihre Werke in verschiedenen Ausstellungen.
Seit 2010 werden die Künstler hauptsächlich durch die Berliner Galerie Contemporary Fine Arts (Nicole Hackert & Bruno Brunnet) vertreten.
Das Zwillings-Künstlerpaar lebt und arbeitet in Köln.

## Werk
Das Werk des Duos umfasst schwerpunktmäßig großformatige, sehr farbintensive Holzschnitte und sogenannte Schreibmaschinenzeichnungen, also Bilder, die aus mittels einer Schreibmaschine geschriebenen Lettern zusammengesetzt sind. Immer wieder werden Motive aus dem Geburtsland der Künstler aufgegriffen, auch Folklore und Volkskunst stehen im Mittelpunkt vieler Werke.

## Preise und Auszeichnungen
- 2004: Peter Mertes Stipendium, Bonner Kunstverein, Bonn
- 2007: HAP-Grieshaber-Preis
- 2007: Kunstpreis der Cologne Fine Art and Antiques, Köln
- 2009: Grafikpreis des Landes Nordrhein-Westfalen

## Ausstellungen
- 2024: GERT UND UWE TOBIAS – DAS BLAUE VOM HIMMEL, Kunsthalle Tübingen
- 2016: Gert & Uwe Tobias – Grisaille, Pinakothek der Moderne – Staatliche Graphische Sammlung München
- 2013: Gert und Uwe Tobias, Kunstmuseum Ravensburg.
- 2013: Gert und Uwe Tobias, Whitechapel Gallery, London, England.
- 2012: Gert & Uwe Tobias – Dresdener Paraphrasen, Staatliche Kunstsammlungen Dresden, Kupferstich-Kabinett
- 2012: Gert & Uwe Tobias, Kunstverein Hamburg, Hamburg[1]
- 2011: Gert & Uwe Tobias, Gemeentemuseum Den Haag, Den Haag, Niederlande.
- 2010: Gert & Uwe Tobias. Zeichnungen und Collagen, Wilhelm-Hack-Museum, Ludwigshafen am Rhein.
- 2010: Gert & Uwe Tobias, Contemporary Fine Arts, Berlin.
- 2010: Gert and Uwe Tobias, Nottingham Contemporary, Nottingham, England.
- 2009: Gert & Uwe Tobias, Museum Franz Gertsch, Burgdorf, Basel-Land, Schweiz.
- 2009: Zurück nach Vorwärts zu, Kunsthalle Wien, Projektraum, Wien.
- 2009: La Conserva, Centro de Arte Contemporaneo Ceuti, Ceuti, Murcia, Spanien.
- 2008: Gert & Uwe Tobias, Kunstmuseum Bonn, Bonn.
- 2008: Kunsthalle Emden, Emden.
- 2007: Projects 86, Museum of Modern Art, Manhattan, New York City, USA.
- 2007: Udstillingsplakate, Bergen Kunsthall, Gallery No. 5, Bergen, Norwegen.
- 2007: If you Build it, they will come, Brukenthal-Museum, Sibiu (dt.: Hermannstadt), Rumänien.
- 2007: Made in Germany – Aktuelle Kunst aus Deutschland, Sprengel-Museum, Hannover und Kunstverein Hannover.
- 2007: Nichts brennt an, nichts kocht über, Kunstverein Heilbronn.
- 2006: Hammer Projects, Hammer Museum, Los Angeles, Kalifornien, USA.
- 2006. Palais des Beaux arts, Brüssel, Belgien.
- 2005: Roswitha meets Dionysos, The Breeder, Athen, Griechenland.
- 2005: 10 Yers!, Galerie Michael Janssen, Köln.
- 2003: Bis ans Ende der Welt, Kunstverein Konstanz, Konstanz.
- 2001: Neue Besen kehren gut, Städtische Galerie Wolfsburg, Wolfsburg.